# Pendak
Pendak (macedónul: Пендак) település Észak-Macedóniában, a Északkeleti körzetben, Kratovo községben.

## Népesség
| Lakosok száma | 290  | 343  | 335  | 280  | 142  | 64   | 56   | 45   | 15   |
|               | 1948 | 1953 | 1961 | 1971 | 1981 | 1991 | 1994 | 2002 | 2021 |

- 2002-ben 45 lakosa volt, akik mindannyian macedónok.